# NGC 5351
NGC 5351 este o galaxie spirală situată în constelația Câinii de Vânătoare. A fost descoperită în 16 mai 1787 de către William Herschel. Se află la o distanță de 54,2 de megaparseci de Pământ.